# 千足古墳
千足古墳（せんぞくこふん、造山第5古墳）は、岡山県岡山市北区新庄下にある古墳。形状は帆立貝形古墳。造山古墳群を構成する古墳の1つ。国の史跡に指定されている（史跡「造山古墳 第一、二、三、四、五、六古墳」のうち第五古墳）。

## 概要
岡山県南部、足守川西岸の丘陵上に築造された古墳である。造山古墳の前方部前面に位置し、周辺の古墳5基とともに造山古墳の陪塚群を形成する（造山古墳と陪塚6基で造山古墳群と総称）。1912年（明治45年）に榊山古墳（第1古墳）とともに乱掘され、2010-2013年度（平成22-25年度）に発掘調査が実施されている。
墳形は、前方部（方形部）が短小な帆立貝形の前方後円形で、前方部を北西方向に向ける。墳丘は後円部では3段築成、前方部では1段築成であり、後円部墳端から2.5メートル程度の高さまでは地山で、その上に盛土で構築される。墳丘外表では円筒埴輪（朝顔形埴輪含む）・形象埴輪（靫形・盾形・蓋形・家形・甲冑形埴輪など）が検出されているが、葺石は認められていない。また墳丘周囲には墳形に沿った周溝が巡らされる。埋葬施設は後円部における横穴式石室2基で、いずれも南東方向に開口した（現在はいずれも開口部は閉塞）。第1石室は吉備地方で最古級の石室で、石材には香川産安山岩・熊本産天草砂岩が使用され、石室の4壁に沿って石障を設けるという肥後型石室（または筑肥型石室）の特徴を有する。特に、石室内の屍床の仕切石に直弧文装飾が施される点で特色を示す。石室内の副葬品は、榊山古墳の出土品と混乱した可能性はあるが、明治45年の発掘では銅鏡・玉類・巴形銅器・鉄鏃・鉄斧・鉄刀・鉄剣・甲冑が出土している。第2石室は近年の調査で存在が確認されたもので、未調査のため内容は詳らかでないが、第1石室に次いで構築されたとみられる。
築造時期は、古墳時代中期の5世紀前半頃と推定される。造山古墳の築造後、他の陪塚群とともに築造されたと推測されるが、多様な埴輪構成は他の陪塚よりも造山古墳に親近性を示す。また、本州では向山1号墳（福井県）・おじょか古墳（三重県）とともに初期横穴式石室の代表例であり、そのなかでも肥後型・筑肥型石室の特徴が強く、吉備地方と九州地方との交流がうかがえる。陪塚群のうち榊山古墳が朝鮮半島とのつながりを示すのに対して、千足古墳は九州地方とのつながりを示しており、吉備の王（造山古墳被葬者）が畿内ヤマト王権を介さず各地と独自のネットワークを築いていた様子が示唆される。
古墳域は1921年（大正10年）に国の史跡に指定されている（史跡「造山古墳 第一、二、三、四、五、六古墳」のうち第五古墳）。現在では復元整備のうえで公開されている。

## 遺跡歴
- 1912年（明治45年）、千足古墳・榊山古墳の乱掘（出土品は宮内省帝室博物館に移送後、一部を除き現地に返送）[4]。
- 1913年（大正2年）、和田千吉が現地調査（当時には石室内水没、1919年に報告）[5]。
- 1921年（大正10年）3月3日、国の史跡に指定（史跡「造山古墳 第一、二、三、四、五、六古墳」のうち第五古墳）。
- 1936年（昭和11年）、調査（梅原末治ら、1938年に報告）。
- 1987年（昭和62年）の写真撮影を最後に、石室内の水没状態が継続[5]。
- 1998年（平成10年）、付近民家所蔵の遺物群が岡山市教育委員会に寄贈（2000年に報告）[4][6]。
- 2009年（平成21年）、石室の三次元計測。仕切石の損傷が発覚（岡山大学の新納泉ら、2012年に報告）。
- 2010-2013年度（平成22-25年度）、復元整備に伴う発掘調査（岡山市埋蔵文化財センター・岡山市教育委員会、2013年に概要報告・2015年に報告書刊行）[7]。
  - 2010年度（平成22年度）、仕切石劣化原因の調査：第1次。
  - 2011年度（平成23年度）、仕切石取り出し工事に先立つ石室上面の調査：第2次。
    - 2011年12月、仕切石の取り出し。石室装飾部材の古墳外取り出しはキトラ古墳・高松塚古墳に続く全国3例目[1]。

  - 2012年度（平成24年度）、範囲確認調査：第3次。
  - 2013年度（平成25年度）、範囲確認調査、第2石室の発見：第4次。
- 2023年（令和5年）4月30日、復元整備完了・公開[8]。

## 墳丘
墳丘の規模は次の通り。

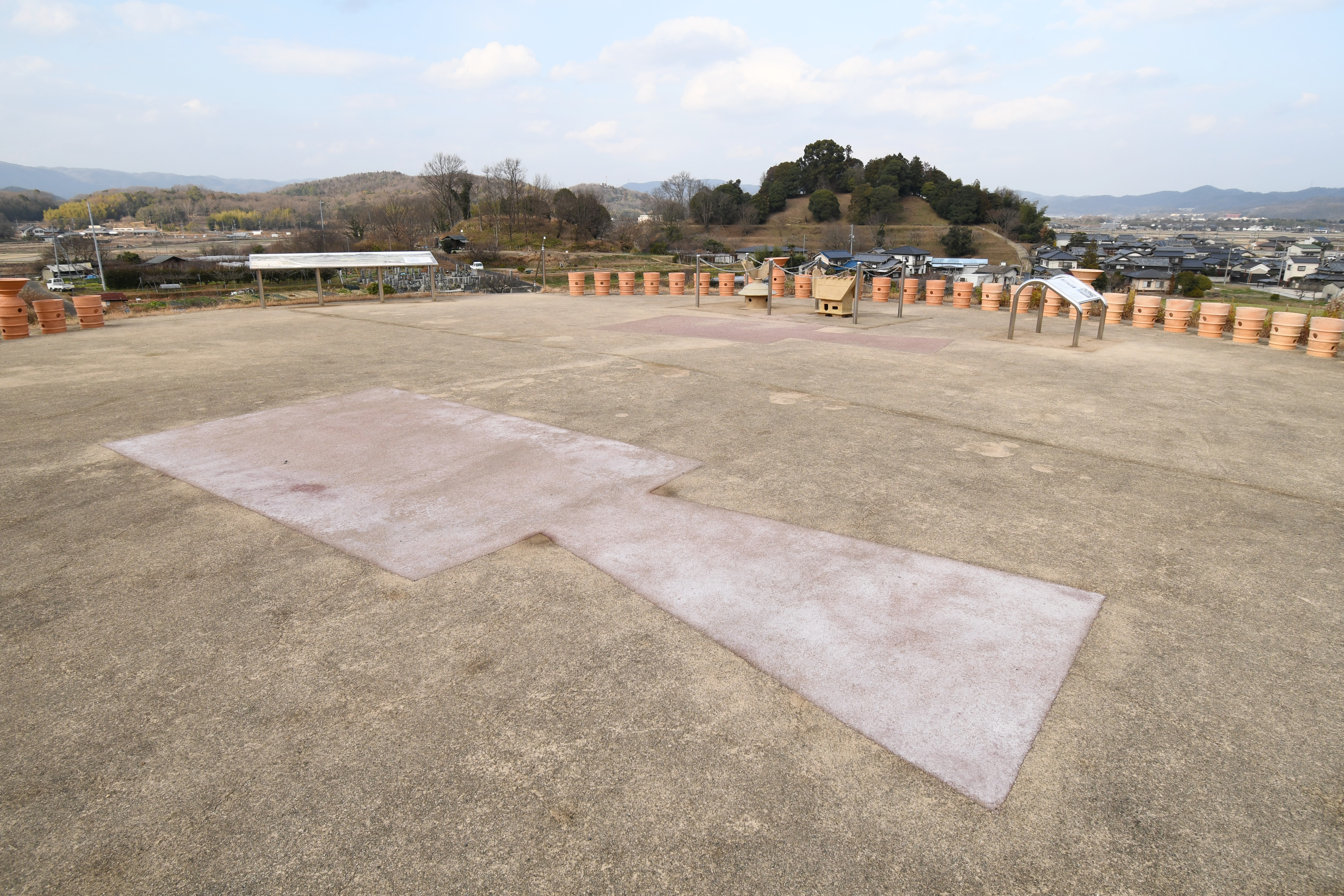
後円部墳頂手前に第1石室、右奥に第2石室の輪郭標示。右奥背景は造山古墳。

- 墳丘長：約81メートル（近年の調査以前は74メートル程度とされた）
- 後円部
  - 直径：約63メートル
  - 高さ：7.4メートル以上
- 前方部
  - 幅：26メートル

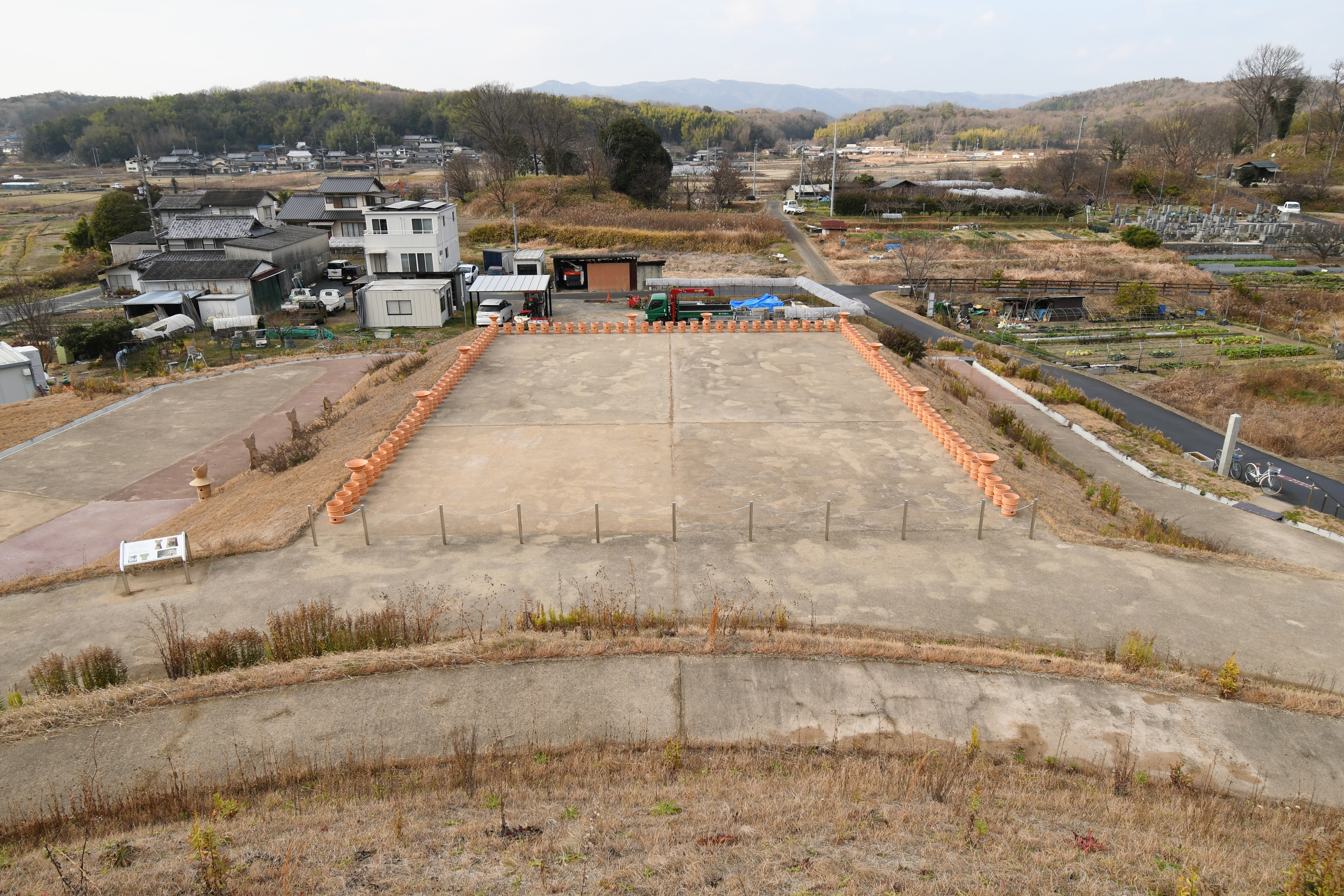
後円部から前方部を望む
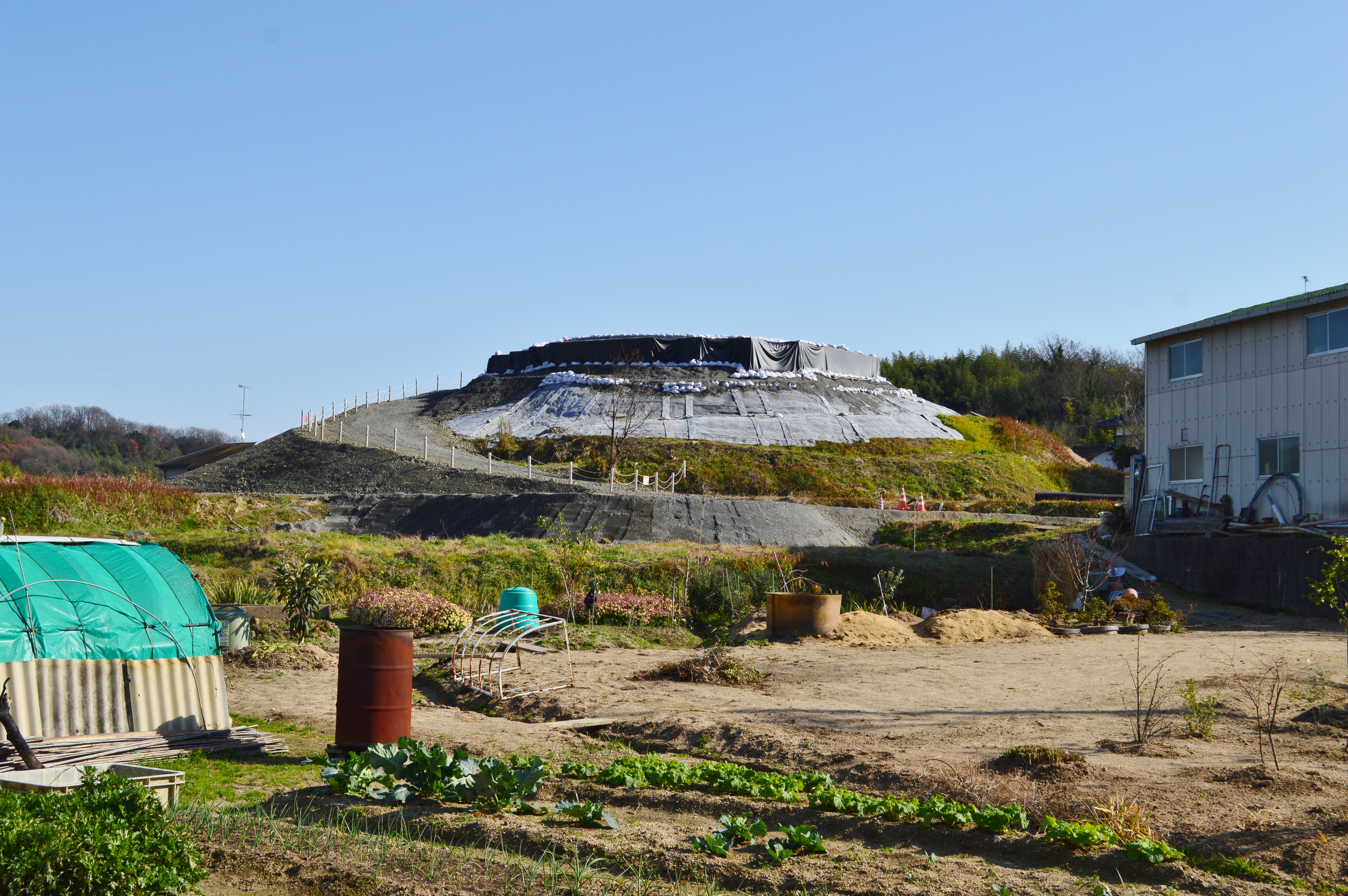
墳丘（2016年整備途中）

## 埋葬施設
埋葬施設としては、後円部において横穴式石室2基が東西に並んで構築されている。

### 第1石室

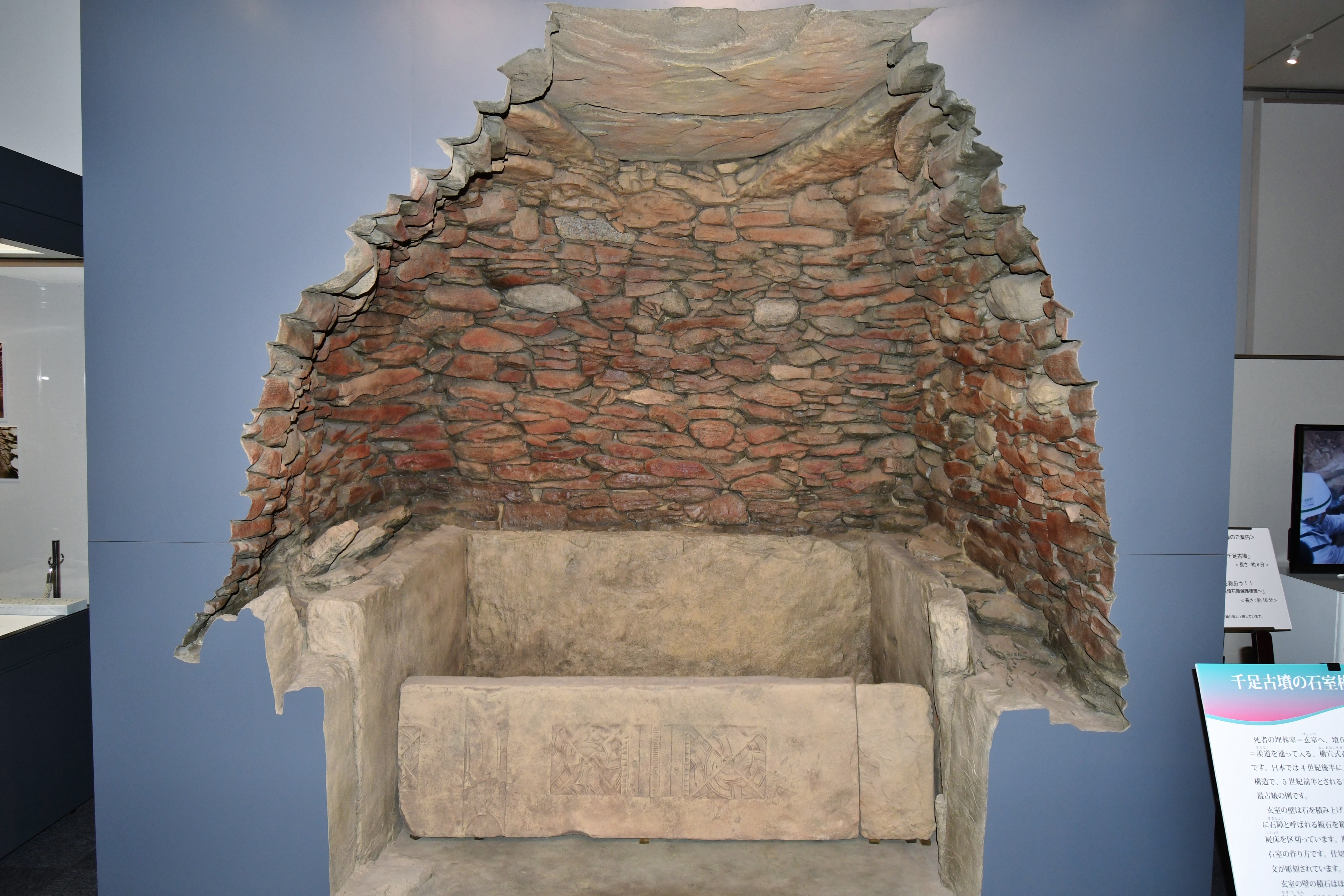
第1石室（複製）ドーム状に近い天井で、壁際には石障を立て、奥壁側に直弧文装飾の仕切石で屍床を形成する。岡山シティミュージアム企画展示時に撮影。

第1石室は、後円部の中央西側において構築され、南東方向に開口した（現在は閉塞し、天井部が開口）。明治45年に発掘されている。石室の規模は、玄室の長さ3.45メートル・幅2.6メートル・高さ約2.6メートルを測る。
石室の石材には香川産安山岩の扁平な板石を使用する。壁面には赤色顔料の塗布が認められる。玄室の奥壁・側壁は著しく持ち送り、穹窿状（ドーム状）に近い天井を形成する。前壁には板石を立てて玄門状とする。玄室の4壁には肥後型石室の特徴である石障を設ける。石障のうち奥壁部の1枚は安山岩製で、その他は熊本産の天草砂岩製である。玄門部の石障にはU字形の刳り込みが認められており、これもヤンボシ塚古墳・井寺古墳などの熊本県内の古墳でみられる特徴である。両側壁の石障は各4枚で、最奥各1枚と奥壁石障および手前仕切石で屍床を形成する。屍床の床面は3枚の砂岩製板石。羨道はハ字形に開く平面形で、墳頂部に開口したとみられる。また天井石は、玄室では3枚、羨道では1枚。玄室の天井が完全なドームとならず、長方形に近い平面形であることから、肥後型でなく筑肥型石室に分類する見方もある。
手前の仕切石は、他の石障と同様に熊本産の天草砂岩製である。2枚からなり、大きい方の石は長さ約1.62メートル・幅約0.52メートル・厚さ約0.13メートルを測る。正面に直弧文、上面に鍵手文の線刻が施されている。平成21年に劣化が判明したため、平成23年に取り出されて岡山市埋蔵文化財センターで保管され、石室内には複製が設置されている。

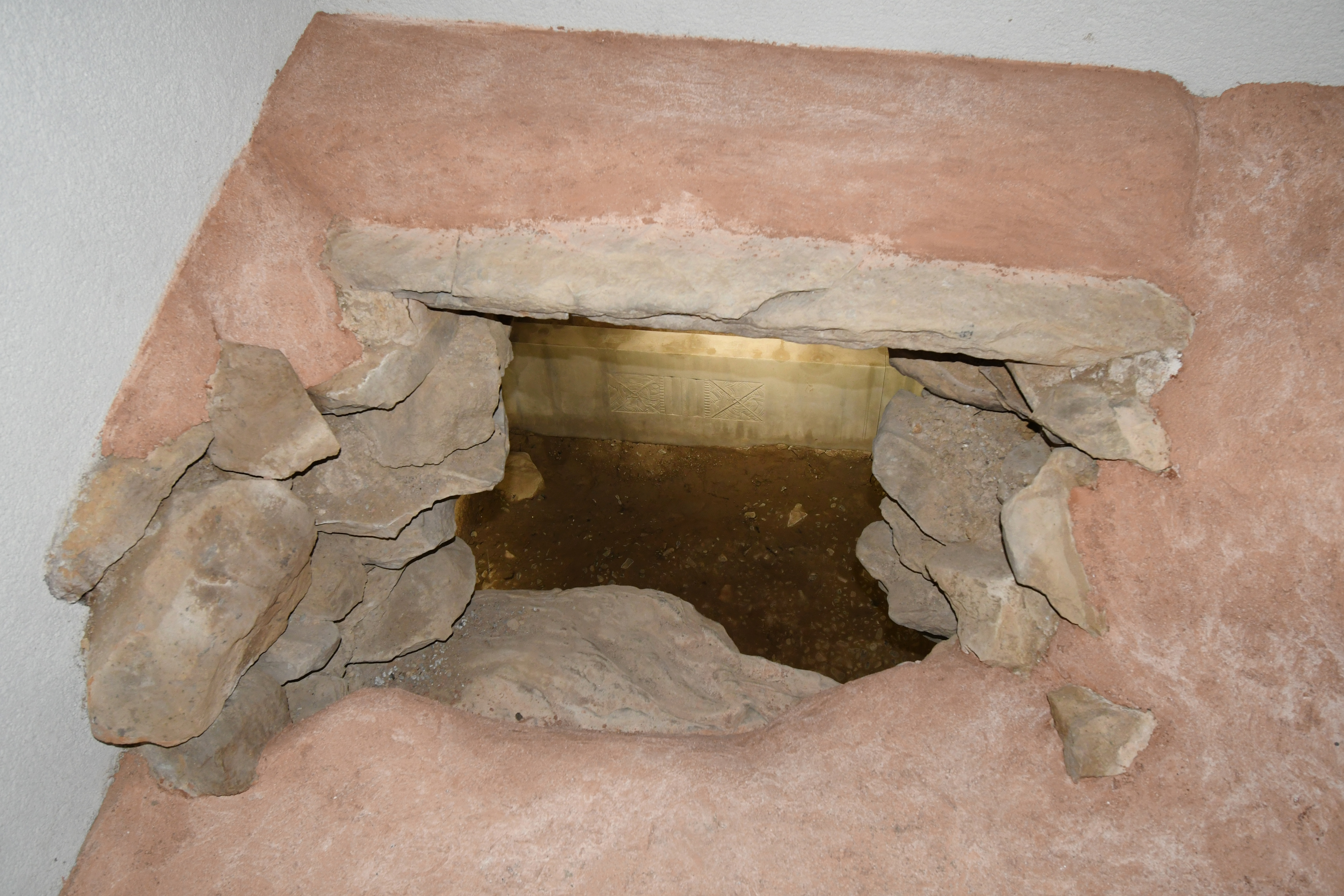
天井裏から石室内の複製仕切石を望む
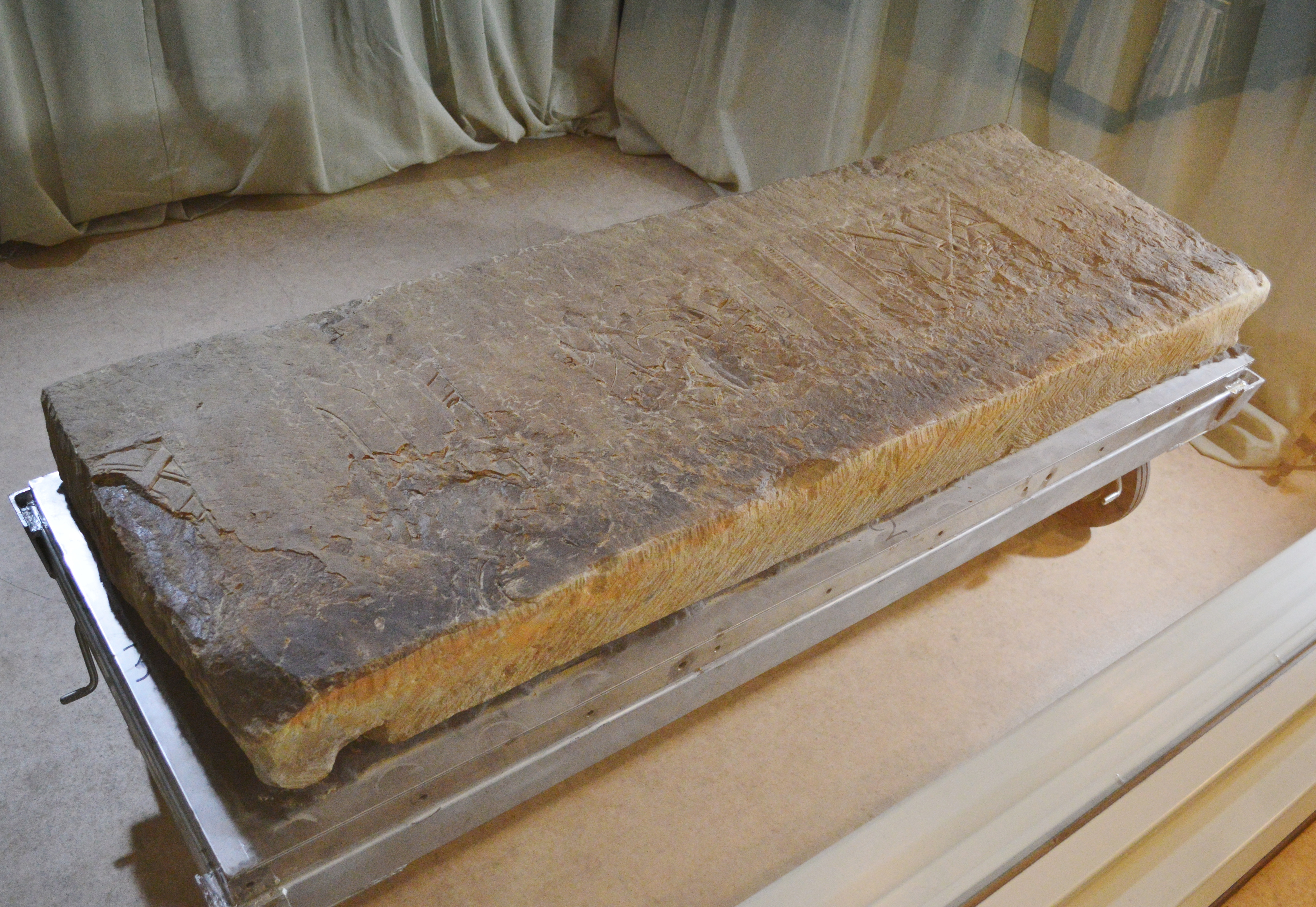
直弧文装飾仕切石 岡山市埋蔵文化財センター期間展示時に撮影。

### 第2石室
第2石室は、後円部中央東側の第1石室東隣において構築され、南東方向に開口した（現在は埋め戻し）。平成25年度の調査で発見されたが、調査時点で天井部は崩壊しており、床面は未調査のため全体像は明らかでない。埋土に新しい時代の遺物が含まれないため、未盗掘の可能性がある。
石室の石材は、第1石室と異なり地元の花崗岩で、一部に安山岩が認められる。石室の規模は、長さ2.5メートル・幅2.2メートル・高さ2メートル以上を測る。第1石室のように石障が存在するかは明らかでない。
第1石室とは墳丘中軸線を挟んで東西に並び、開口方向も同じであるが、第1石室の方が深い位置にある。そのため、第1石室とともに古墳築造当初から計画され、第1石室に次いで構築されたと推測される。

## 出土品

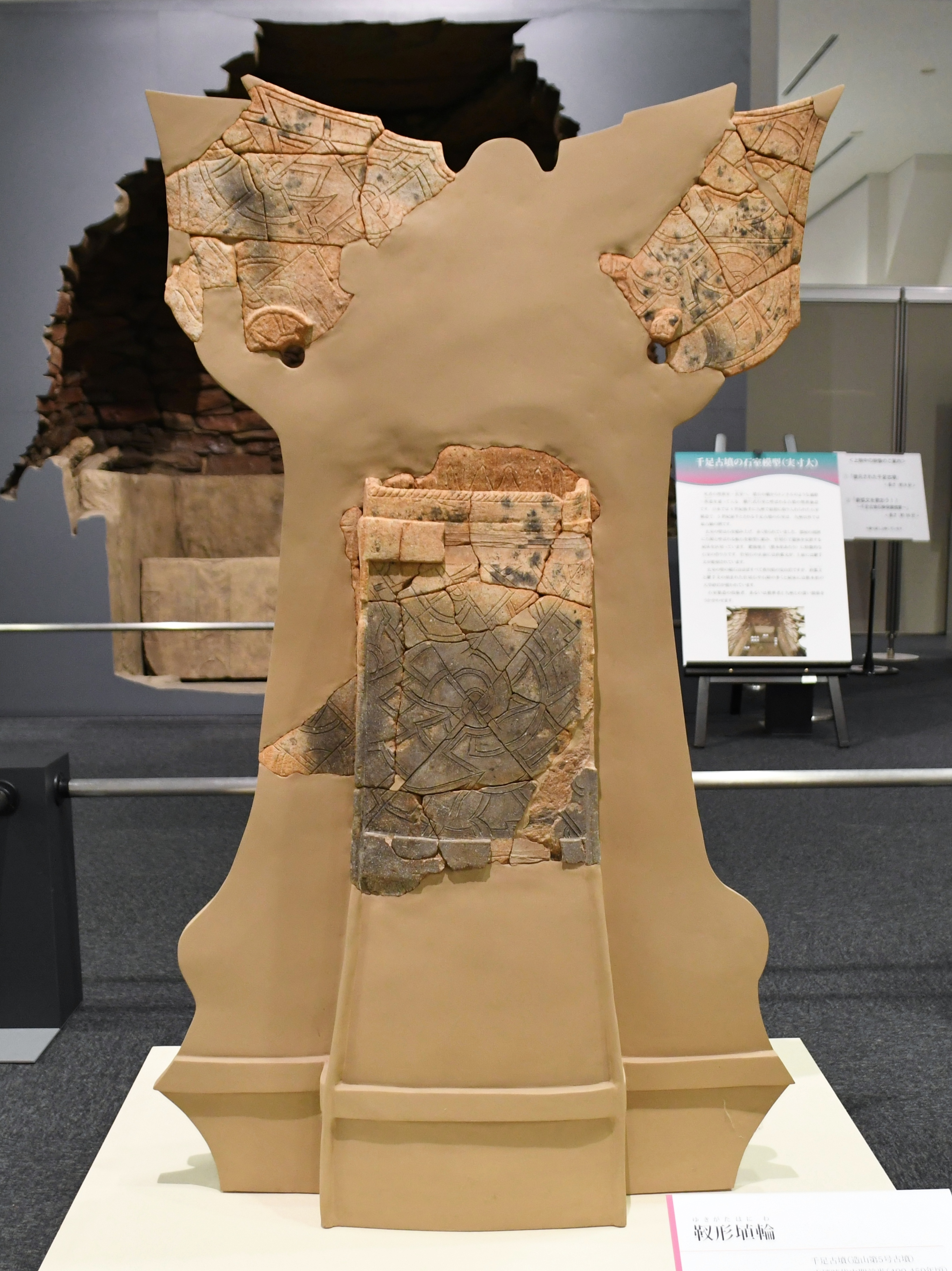
靫形埴輪岡山シティミュージアム企画展示時に撮影（他画像も同様）。

明治45年の発掘について、和田千吉の報告では、副葬品として半円方形帯変形五獣鏡・変形五獣鏡・萬字形金具（巴形銅器）12点・碧玉製勾玉1点・鉄鉱（数量不明）・兜鏡残欠が出土したといい、出土状況によればその他に碧玉製管玉・ガラス小玉・刀・斧・鎧破片（兜鏡残欠と同じか）が出土したとされる。
平成10年には、付近民家所蔵で明治45年出土品と伝世される出土品が、岡山市教育委員会に寄贈されている。寄贈された遺物群の内容は次の通り（ただし同時に発掘された榊山古墳の出土品が混在する可能性がある）。
- 仿製鼉龍鏡 1 - 直径12.43センチメートル。報告2面とは異なる。
- 巴形銅器 8
- 玉類
  - 瑪瑙製勾玉 2 - 報告になし。
  - 碧玉製管玉 17 - 報告になし。
  - 碧玉製棗玉 3
  - ガラス小玉 11

また墳丘の発掘調査では、円筒埴輪（朝顔形埴輪含む）や形象埴輪（靫形・盾形・蓋形・家形・甲冑形埴輪など）が多数検出されている。形象埴輪の種類は多く、造山2・4号墳よりも豊富で大型前方後円墳と同様の構成をもつ。特に、靫形埴輪には直弧文が施され、造山古墳採集品と類似するとして注目される。

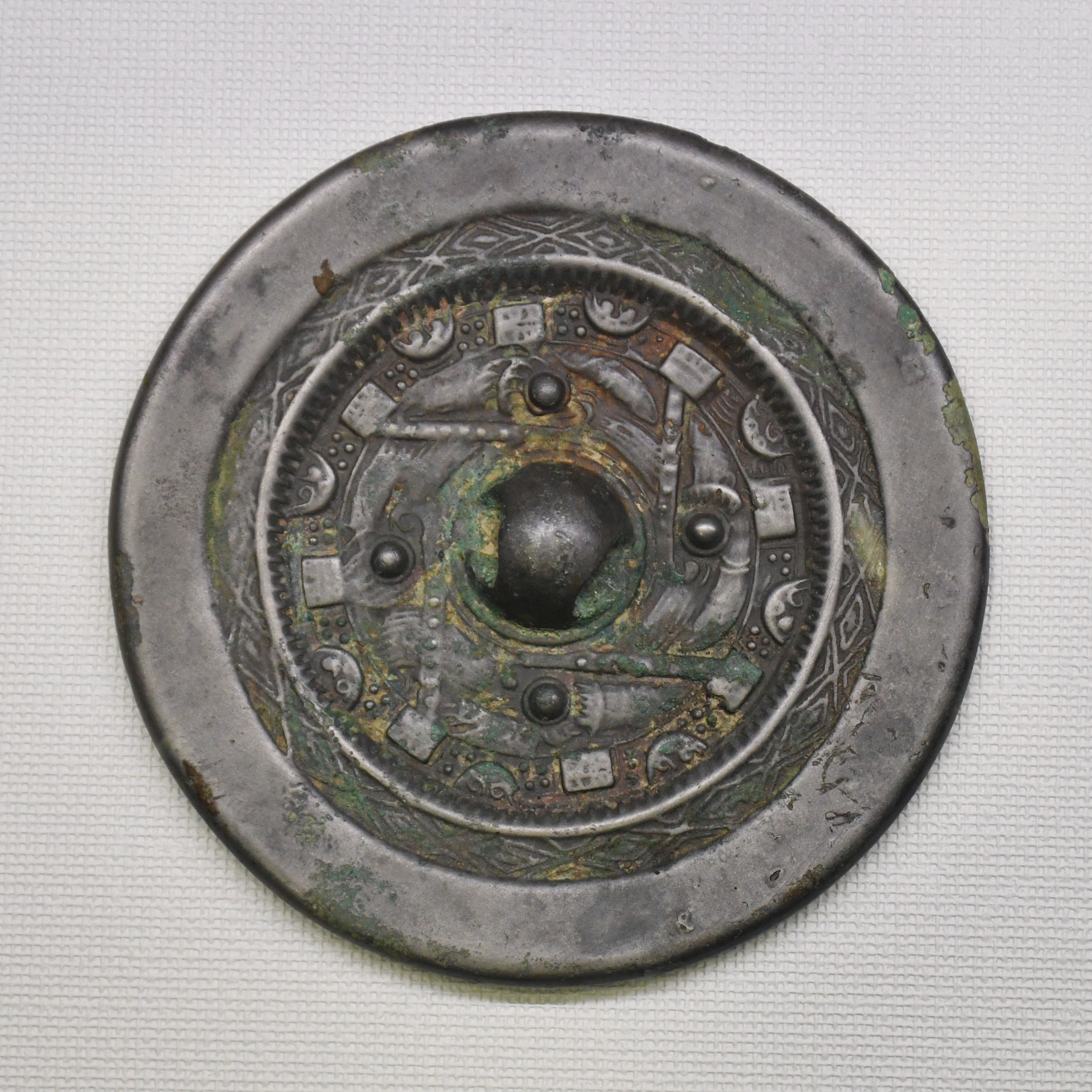
伝出土 鼉龍鏡
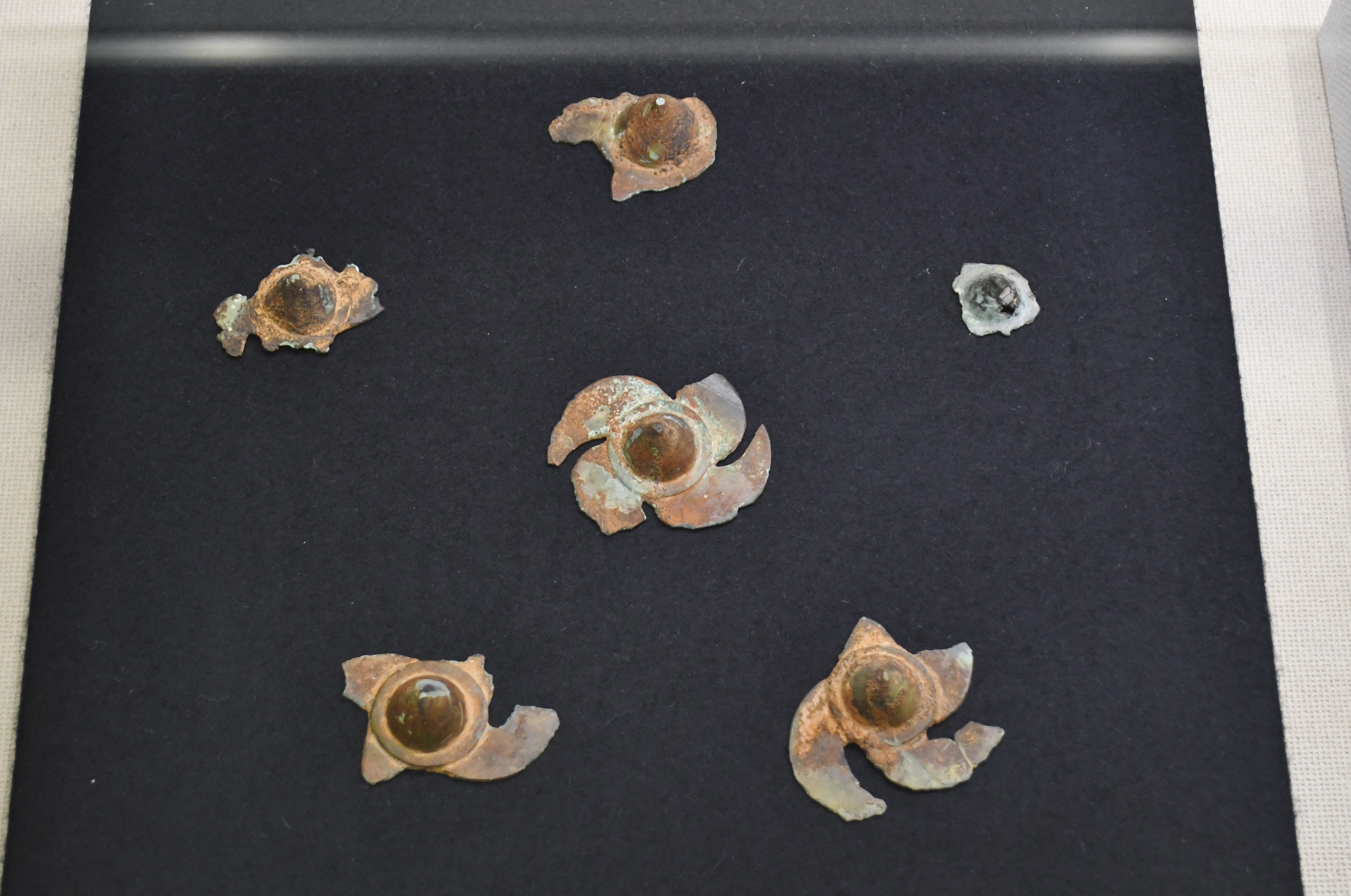
伝出土 巴形銅器
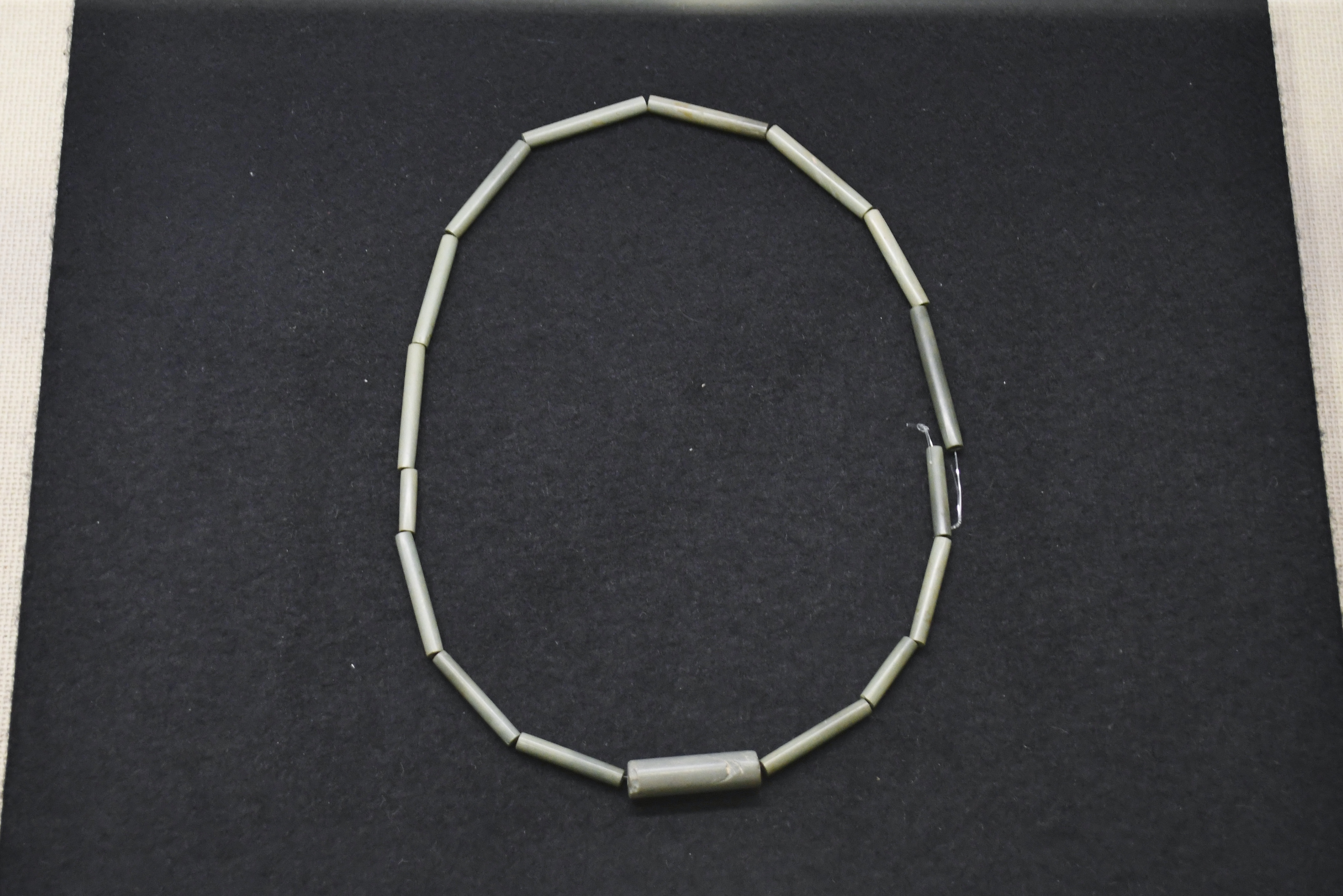
伝出土 管玉
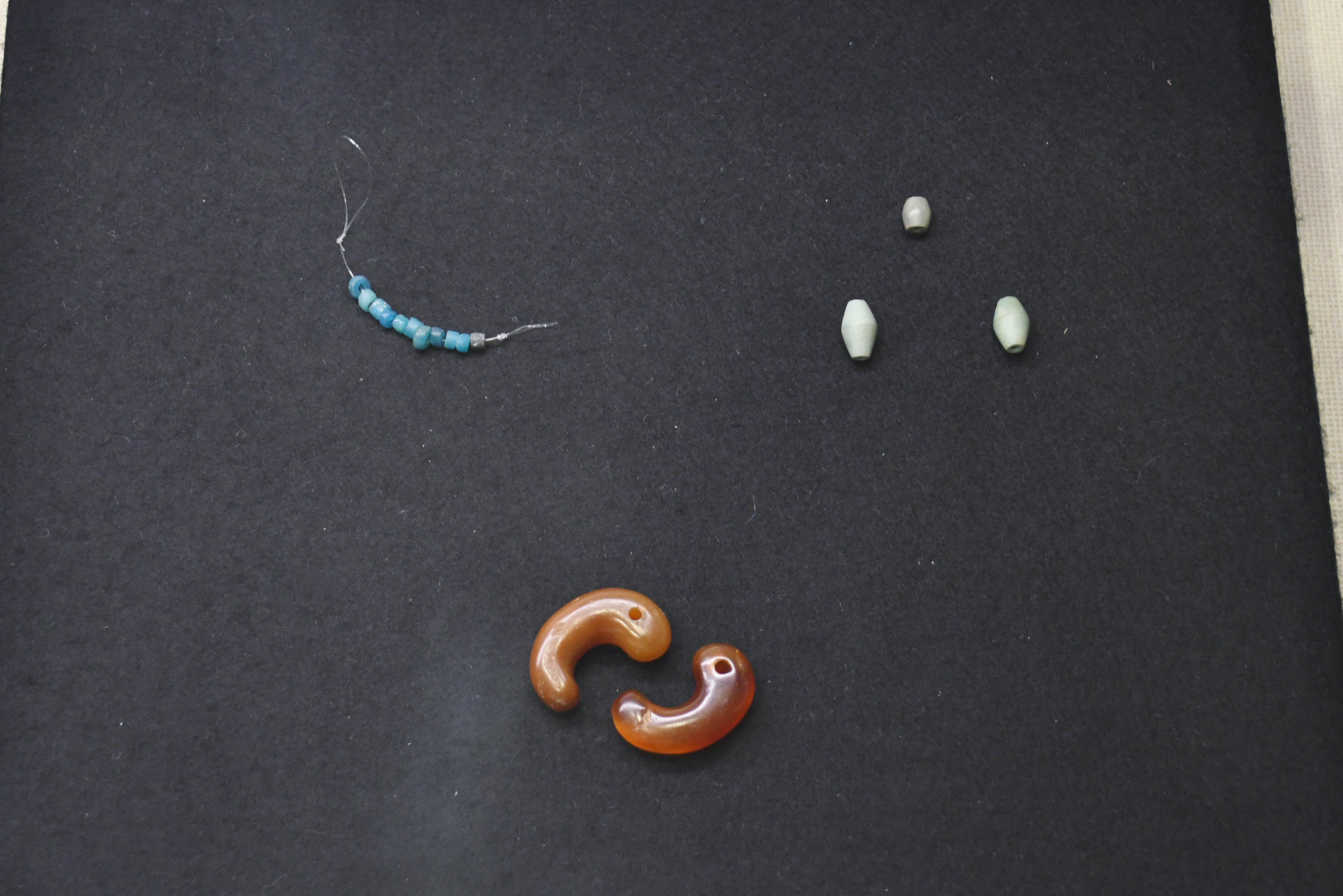
伝出土 勾玉・棗玉・ガラス小玉
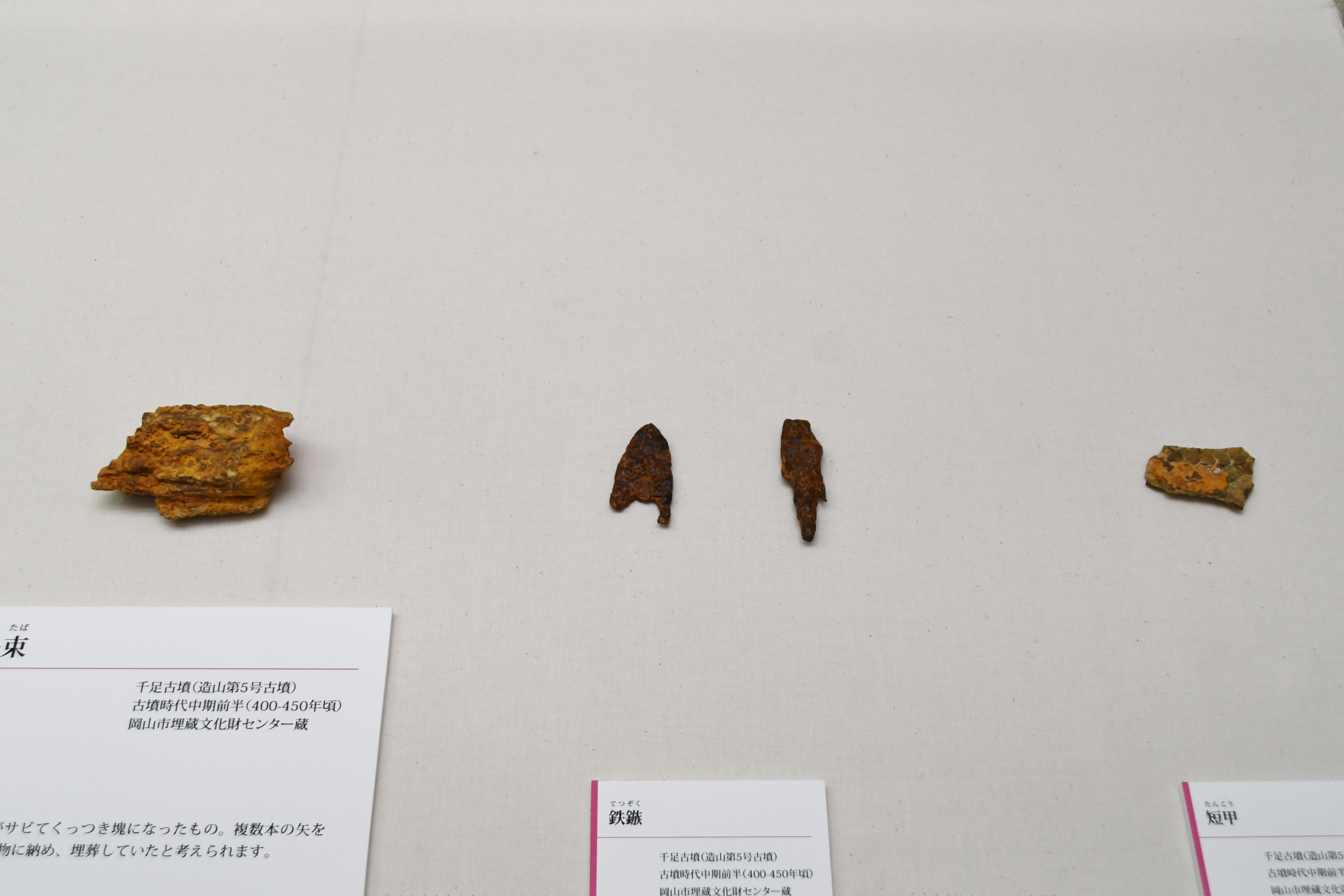
鉄鏃・短甲片
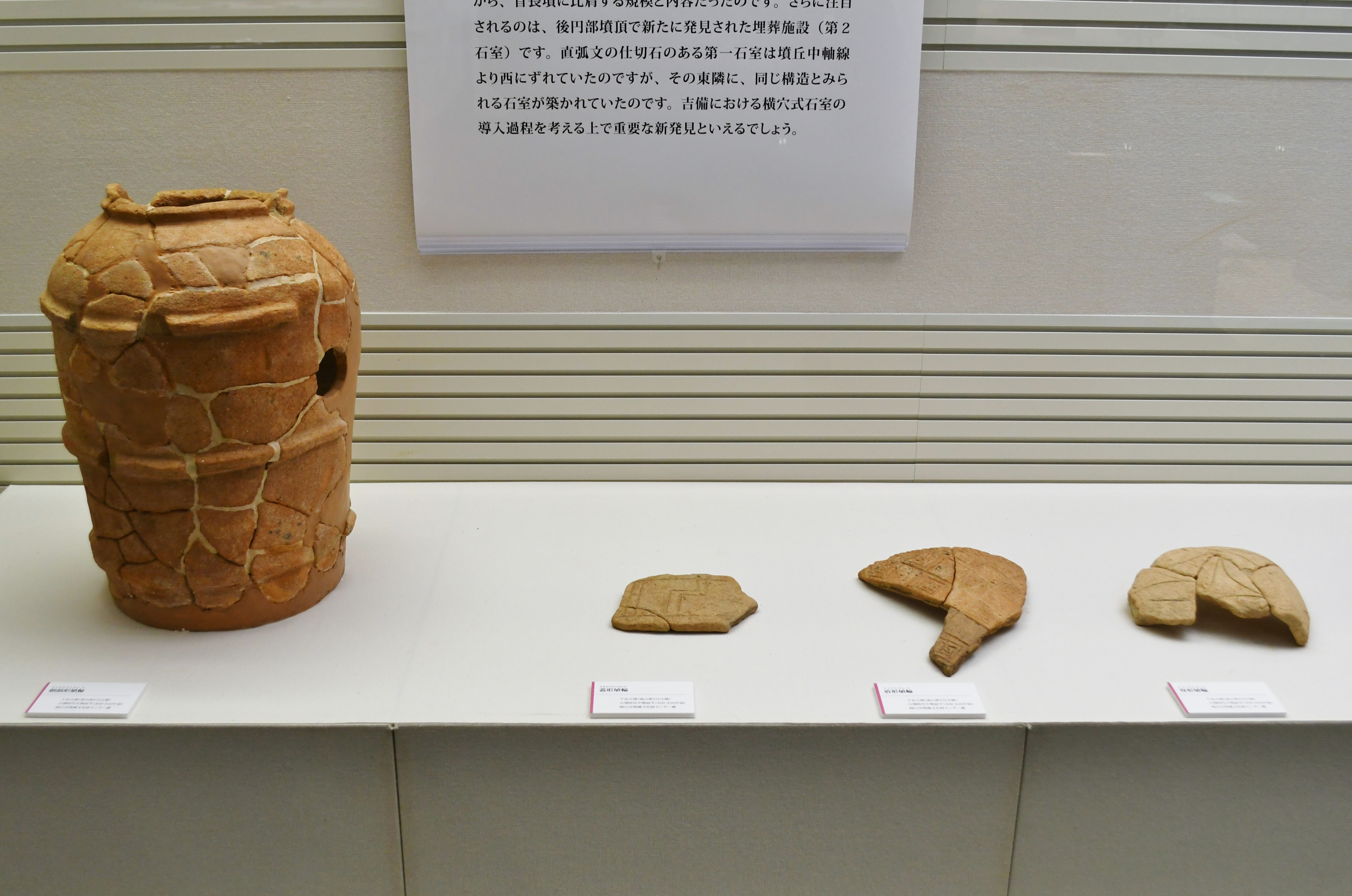
朝顔形・蓋形・盾形・冑形埴輪片

## 関連施設
- 岡山市造山古墳ビジターセンター（岡山市北区新庄下）
- 岡山市埋蔵文化財センター（岡山市中区網浜） - 千足古墳の直弧文装飾仕切石ほか出土品を保管。

## 関連文献
（記事執筆に使用していない関連文献）
- 和田千吉「備中國都窪郡新庄下古墳」『考古學雜誌』第9巻第11号、考古學會、1919年7月5日、663-675頁。
- 梅原末治「備中千足の装飾古墳」『日本古文化研究所報告』第9、日本古文化研究所、1938年。
- 「千足古墳」『中国・四国地方の装飾古墳（全国の装飾古墳5）』熊本県立装飾古墳館〈平成11年度後期企画展〉、1999年。 - リンクは奈良文化財研究所「全国遺跡報告総覧」。
- 岡山市教育委員会文化財課・岡山市埋蔵文化財センター 編『千足古墳 -発掘調査概要報告書-』岡山市教育委員会、2013年。
- 岡山市教育委員会文化財課・岡山市埋蔵文化財センター 編『千足古墳 -第1-第4次発掘調査報告書-』岡山市教育委員会、2015年。
- 岡山市埋蔵文化財センター 編『超巨大古墳の時代 吉備の至宝・千足古墳、榊山古墳出土品の里帰り展』岡山市教育委員会〈岡山市埋蔵文化財センター特別展 平成28年度〉、2016年。